# Gang of Four (band)

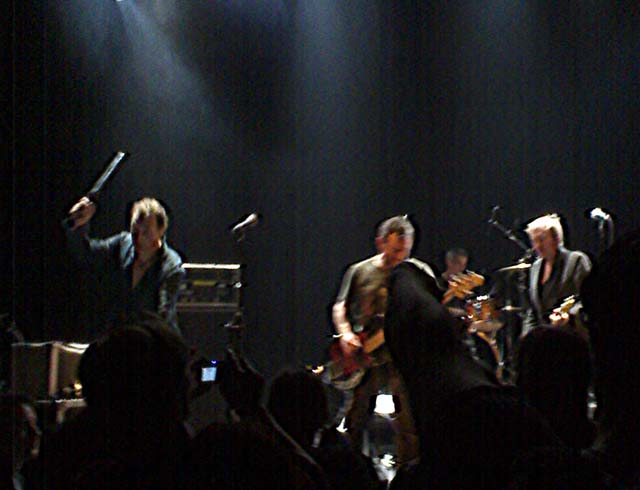
Concert in Bergen (Noorwegen), 2007

Gang of Four is een Britse postpunkband, afkomstig uit Leeds. De band haalde nooit de Nederlandse hitlijsten en de Britse ook al zelden, maar de band was hun tijd decennia vooruit en had daarmee een sterke invloed op andere groepen, zoals Red Hot Chili Peppers en na 2000 op postpunkbands als The Rapture, Liars, Bloc Party en Franz Ferdinand.

## Geschiedenis
De band werd opgericht in 1977. Andy Gill en Jon King, de kernleden van de groep, gingen toen studeren aan de Universiteit van Leeds, waar ze drummer Hugo Burnham leerden kennen en basgitarist Dave Allen via een advertentie bij de band kwam.
Hun eerste lp, Entertainment!, kwam uit in 1979. De eerste single hiervan, At Home He is a Tourist, zou de eerste en enige keer worden dat de Gang of Four in de Britse Top 40 zou komen.  
Tot 1984 volgden nog drie elpees en twee ep's voordat de band uit elkaar ging. Dave Allen en Hugo Burnham hadden ieder al eerder de band verlaten.
In 1990 besloten Jon King en Andy Gill zich weer parttime bezig te houden met Gang of Four, waarbij ze samenwerkten met een opeenvolging van sessiemuzikanten. In die periode maakten ze veel gebruik van elektronica in plaats van het punkgeluid van de originele Gang of Four. King en Gill maakten daarnaast ook veel filmmuziek.
Met de opkomst van bands als The Rapture, Liars, Franz Ferdinand en Radio 4 in 2003 en 2004, die sterk beïnvloed waren door het geluid van postpunkbands als de Gang of Four, kwam die ook weer meer in de belangstelling, wat in november 2004 leidde tot de heroprichting van de groep in de originele samenstelling van Burnham/Allen/Gill/King.  
Gitarist Andy Gill overleed in 2020. In 2024 kondigde de band hun Long Goodbye Tour aan. Bij die afscheidstournee speelden ze hun debuutalbum Entertainment! integraal, naast favorieten van hun fans. Gill werd daarvoor vervangen door Ted Leo. Tijdens de tournee overleed in 2025 bassist Dave Allen. Bassiste Gail Greenwood verving hem voor de resterende optredens. 
Het laatste concert van Gang Of Four, in die bezetting, vond plaats op  5 juli 2025 in Paradiso, Amsterdam. De zaal waar ze ooit hun eerste concert op het Europese vasteland speelden.

## Stijl en invloed
Muzikaal gezien wordt het geluid van de Gang of Four bepaald door een kaal, agressief punkgeluid, met sterke funk- en dub reggae-invloeden. Vaak maakt hun muziek ook gebruik van weloverwogen wanklanken, wat het een rauwe en oncomfortabele sfeer geeft.
Deze stijl van spelen was van invloed op tijdgenoten zoals het Amerikaanse Mission of Burma. Daarnaast had de band invloed op diverse funkrockbands die in de jaren '80 en '90 op de voorgrond traden, waarvan de bekendste Red Hot Chili Peppers was.
Minder invloedrijk was hun politieke houding, die sterk marxistisch van aard was. Deze houding kwam sterk tot uiting in de songteksten, vaak politiek en maatschappijkritisch van aard. Daarnaast sprak zowel uit de teksten als de muziek zelf een zekere vervreemding van de hedendaagse consumptiemaatschappij.
De naam Gang of Four is een ironische verwijzing naar de marxistische houding van de band, met de verwijzing naar de Chinese Bende van Vier: vier invloedrijke Chinese leiders, sterk betrokken bij de Culturele Revolutie, die na de dood van Mao Zedong in ongenade waren gevallen. Sommige van de eerste elpeehoezen van de band waren ontworpen in een Chinese, Sovjet-realistische stijl om die link nog explicieter weer te geven.

## Bandleden
- Hugo Burnham (1956) - drums/zang (eerste drie albums)
- Dave Allen (1955-2025) - basgitaar (eerste twee albums)
- Sara Lee - basgitaar (vervanging voor Dave Allen)
- Andy Gill (1956-2020) - gitaar/zang
- Jon King (1955) - zang/melodica

## Discografie
- Damaged Goods (ep) (1978)
- Entertainment! (1979)
- Yellow (ep) (1980)
- Solid Gold (1981)
- Another Day/Another Dollar (ep) (1982)
- Songs of the Free (1982)
- Hard (1983)
- At the Palace (1984)
- Peel Sessions (ep) (1990)
- A Brief History of the 20th Century (compilation) (1990)
- Mall (1991)
- Shrinkwrapped (1995)
- 100 Flowers Bloom (compilation) (1998)
- Return the Gift (2005)
- Second Life (single) (2008)
- Content (2011)
- What Happens Next (2015)
- Die Staubkorn Sammlung (ep) (2015)
- Complicit (ep) (2018)
- Happy Now (2019)
- This Heaven Gives Me Migraine (ep) (2020)
- Gang of Four 77-81 (compilation) (2021)